# Oreopanax hedraeostrobilus
Oreopanax hedraeostrobilus är en araliaväxtart som beskrevs av Hermann Harms. Oreopanax hedraeostrobilus ingår i släktet Oreopanax och familjen Araliaceae. Inga underarter finns listade.